# Горбенко Андрій Степанович
Андрі́й Степа́нович Горбе́нко (6 січня 1971, Сміла, Черкаська область — 19 лютого 2015, с. Опитне, Ясинуватський район, Донецька область) — учасник АТО, сержант, водій, 81-а окрема аеромобільна бригада (90-й окремий аеромобільний батальйон). Нагороджений орденом «За мужність» III ступеня. (посмертно).

## Життєпис
Навчався в СПТУ-5 (м. Сміла), служив в армії. Працював помічником машиніста потяга в локомотивному депо, проходив службу в органах внутрішніх справ, був головним механіком у Смілянському міському РЕМ, водієм Смілянського РЕМ. У серпні минулого року був мобілізований до лав ЗСУ. Був сержантом аеромобільно-десантної роти, старшим водієм аеромобільно-десантного взводу.
Обставини загибелі: Загинув 19 лютого 2015 р. поблизу селища Опитне (Ясинуватський район) під Донецьком від мінометного обстрілу.
Сімейний стан: Залишилася дружина та дві доньки.
Місце поховання: с. Мала Смілянка, Смілянського району, Черкаська область.

## Нагороди
Указом Президента України № 270/2015 від 15 травня 2015 року, «за особисту мужність і високий професіоналізм, виявлені у захисті державного суверенітету та територіальної цілісності України, вірність військовій присязі», нагороджений орденом «За мужність» III ступеня (посмертно).
Присвоєно звання «Героя Черкащини» (посмертно).